# Alessandro Baricco
Alessandro Baricco (Torino, 25 gennaio 1958) è uno scrittore, drammaturgo, sceneggiatore, autore televisivo, critico musicale, conduttore televisivo e conduttore radiofonico italiano, vincitore del Premio Viareggio nel 1993.

## Biografia
Alessandro Baricco è nato a Torino il 25 gennaio 1958. Dopo aver frequentato il Liceo classico statale Vittorio Alfieri di Torino, si è laureato in Filosofia presso l'Università degli Studi di Torino con una tesi in Estetica (con relatore Gianni Vattimo). Ha iniziato la propria carriera di scrittore pubblicando alcuni saggi di critica musicale, come Il genio in fuga (1988), su Rossini, e L'anima di Hegel e Le mucche del Wisconsin (1992), sul rapporto tra musica e modernità. Collabora come critico musicale per la Repubblica e sulla pagina culturale per La Stampa. Fu tra i primi conduttori della trasmissione Radio Tre Suite su Rai Radio Tre.
Nel 1994 ha fondato a Torino la Scuola Holden, una scuola di storytelling e arti performative di cui è preside.
Alessandro Baricco ha due figli ed è un grande tifoso del Torino.
Il 22 gennaio 2022 ha annunciato tramite social e organi di stampa di essere affetto da cinque mesi da una grave forma di leucemia mielomonocitica cronica, e di sottoporsi quindi ad un trapianto di midollo osseo allogenico.
Vive a Torino con la moglie Gloria Campaner, sposata nel 2023.

## Letteratura
L'esordio in narrativa avviene con Castelli di rabbia (Rizzoli, 1991), grazie al quale si aggiudica il Prix Médicis étranger e partecipa alla selezione finale del Premio Campiello dello stesso anno. Nel 1993 pubblica Oceano mare (Rizzoli), uno dei suoi romanzi più apprezzati, mentre il 1996 è l'anno di Seta (Rizzoli), da cui sarà tratto un film per la regia di François Girard. Pubblica nel 1999 City (Rizzoli), uno dei primissimi casi di lancio editoriale effettuato esclusivamente online, a cui seguirà, con la pubblicazione di Senza sangue, il termine della collaborazione con Rizzoli.
Nel 2004 comincia la collaborazione con l'editore Feltrinelli con cui pubblica Omero, Iliade, una riscrittura e reinterpretazione del poema omerico, contestata da uno degli ultimi curatori e traduttori "regolari", Giovanni Cerri. Dopo una breve parentesi con Fandango con cui pubblica Questa storia (2005) e I barbari ripubblicato nel 2008 da Feltrinelli, torna in seno alla stessa con l'uscita di Emmaus (2009), dove per la prima volta parla di temi direttamente legati alla religione. 
Nel 2011 si dà alle stampe Mr Gwyn, il racconto di uno scrittore che vuole smettere di scrivere libri, da cui ha origine l'idea per un altro romanzo, Tre volte all'alba (2012). Smith&Wesson (2014) è invece ambientato agli inizi del XX secolo, così come La Sposa giovane (2015).
Nel 2018 fa uscire I Corpi, tetralogia che raccoglie Emmaus, Mr Gwyn, Tre volte all'alba e La Sposa giovane accompagnandoli con una nuova prefazione.
Nello stesso anno, esce per Einaudi The Game, che ripercorre e analizza la storia di internet e del Web e la loro portata insurrezionale alla luce dell’incubo del Novecento.
Il 7 novembre 2023 esce per i tipi di Feltrinelli/Narratori il nuovo romanzo di ambientazione Western, Abel.

## Teatro e cinema
Alla produzione letteraria Baricco affianca quella di autore teatrale. Del 1996 è il suo primo testo Davila Roa, portato in scena da Luca Ronconi, cui seguirà, due anni dopo, Novecento (1998), un monologo portato in scena da Gabriele Vacis e interpretato da Eugenio Allegri, da cui verrà tratto un film per la regia di Giuseppe Tornatore, La leggenda del pianista sull'oceano (1998). Omero, Iliade (Feltrinelli, 2004) è una riscrittura e reinterpretazione del poema omerico in 24 monologhi (più uno). Del 2007 è invece Moby Dick, portato in scena con, tra gli altri, Stefano Benni, Clive Russell e Paolo Rossi. Nello stesso anno si occupa della trasposizione cinematografica di Seta (2007), mentre l'anno successivo si ha il suo primo film da regista: Lezione ventuno (2008). Dopo una pausa di sette anni torna in scena con le Palladium Lectures (2013), quattro lectio magistralis su quattro temi e quattro protagonisti, edite, nel 2014, da Feltrinelli. Sempre nel 2014, sempre con Feltrinelli, esce Smith&Wesson, una pièce teatrale in due atti, mentre del 2016 sono le Mantova Lectures, e Palamede - L'eroe cancellato, interpretato da Valeria Solarino.
Nel 2017, con Francesco Bianconi dei Baustelle, porta in scena Steinbeck, Furore, un ritorno alla lettura dei classici.
Alessandro Baricco ha fatto parte della Giuria della sezione "Venice Virtual Reality" nella 75ª Mostra internazionale d'arte cinematografica di Venezia (2018).

## Televisione
L'esordio televisivo si ha con L'amore è un dardo (Rai3, 1993) dedicato alla divulgazione dell'opera lirica. L'anno successivo, insieme a Giovanna Zucconi, conduce Pickwick, del leggere e dello scrivere (Rai3, 1994), del quale è anche ideatore. Nel 1998 è la volta del programma Totem (Rai 2) scritto e curato insieme a Gabriele Vacis.
Nel 2002 scrive la sceneggiatura dello spot per il 125º anniversario della Barilla.
Nel 2017 Baricco torna su Rai 3 con la riproposizione televisiva dello spettacolo Steinbeck, Furore, la lettura del romanzo Furore di John Steinbeck accompagnata da una selezione musicale di Francesco Bianconi, leader dei Baustelle.

## Opere

### Romanzi
- Castelli di rabbia, Milano, Rizzoli, 1991. ISBN 88-17-66039-6; Milano, Feltrinelli, 2007, 2013 ISBN 978-88-07-88087-2
- Oceano mare, Milano, Rizzoli, 1993. ISBN 88-17-66043-4; Milano, Feltrinelli, 2007, 2013 ISBN 978-88-07-88302-6
- Seta, Milano, Rizzoli, 1996. ISBN 88-17-66059-0; Milano, Feltrinelli, 2008, 2013 ISBN 978-88-07-88089-6
- City, Milano, Rizzoli, 1999. ISBN 88-17-86102-2; Milano, Feltrinelli, 2007, 2013 ISBN 978-88-07-88280-7
- Senza sangue, Milano, Rizzoli, 2002. ISBN 88-17-87017-X; Milano, Feltrinelli, 2009, 2013 ISBN 978-88-07-88371-2
- Omero, Iliade, Milano, Feltrinelli, 2004, 2006, 2011, 2013. ISBN 978-88-07-88143-5
- Questa storia, Roma, Fandango, 2005. ISBN 88-6044-007-6; Milano, Feltrinelli, 2007, 2014 ISBN 978-88-07-88423-8
- La storia di Don Giovanni, Milano, L'Espresso, 2010. ISBN 88-8371-310-9
- Tetralogia I Corpi, Milano, Feltrinelli, collana I narratori, 2018. ISBN 9788807033230
  - Emmaus, Milano, Feltrinelli, 2009. ISBN 978-88-07-72295-0
  - Mr Gwyn, Milano, Feltrinelli, 2011. ISBN 978-88-07-88001-8
  - Tre volte all'alba, Milano, Feltrinelli, 2012. ISBN 978-88-07-88344-6
  - La Sposa giovane, Milano, Feltrinelli, 2015. ISBN 9788807031311
- Abel, Milano, Feltrinelli, collana Narratori, 2023. ISBN 978-8807035647

### Racconti
- Il libro diVino. Una raccolta di sei racconti brevi scritti da Alessandro Baricco et al., Ivrea, Priuli & Verlucca, 1985.
- La sindrome Boodman, in Linea d'Ombra, n. 125, maggio 1997, pp. 28–32.
- Istruzioni per l'uso e Quanto al prof. Minnemayer in Moreno Gentili, In linea d'aria. Immagini di un viaggio a piedi, Milano, Feltrinelli traveller, 1999. ISBN 88-7108-152-8

### Sceneggiature
- Novecento. Un monologo, Milano, Feltrinelli, 1994. ISBN 9788807880889; edizione speciale nel ventennale dell'uscita, Feltrinelli 2014 ISBN 9788807031212
- Davila Roa, Roma, Teatro di Roma, 1997.

- Partita spagnola, con Lucia Moisio, Roma, Dino Audino, 2003. ISBN 88-86350-80-5
- Smith & Wesson, Milano, Feltrinelli, 2014. ISBN 9788807031229

### Saggi e raccolte di articoli

#### Libri
- Il genio in fuga. Due saggi sul teatro musicale di Gioachino Rossini, Genova, Il melangolo, 1988. ISBN 88-7018-082-4; Torino, Einaudi, 1997. (Morire dal ridere. Saggio sul carattere trascendentale del teatro comico rossiniano, 1987; Il pipistrello e la porcellana. Saggio sul teatro serio rossiniano tra Tancredi e Semiramide, 1986)
- L'anima di Hegel e le mucche del Wisconsin. Una riflessione su musica colta e modernità, Milano, Garzanti, 1992. ISBN 88-11-65060-7.
- Barnum. Cronache dal Grande Show, Milano, Feltrinelli, 1995. ISBN 88-07-81346-7.
- Barnum 2. Altre cronache del Grande Show, Milano, Feltrinelli, 1998. ISBN 88-07-81492-7.
- Punteggiatura, a cura di e con altri, 2 voll., Milano, BUR, 2001. ISBN 88-17-12637-3 e ISBN 88-17-12638-1.
- Next. Piccolo libro sulla globalizzazione e il mondo che verrà, Milano, Feltrinelli, 2002. ISBN 88-07-84014-6.
- Il sogno continua, con Aldo Fallai e Gavino Sanna, Borgaro Torinese, G. Canale, 2002. ISBN 88-900021-2-3.
- I barbari. Saggio sulla mutazione, Roma, Fandango, 2006. ISBN 88-6044-077-7.
- Una certa idea di mondo. I migliori cinquanta libri che ho letto negli ultimi dieci anni, Roma, Gruppo editoriale L'Espresso, 2012.
- Palladium Lectures, Milano, Feltrinelli, 2014. ISBN 978-88-07-49151-1.
- Il nuovo Barnum, Milano, Feltrinelli, 2016. ISBN 978-88-07-49203-7.
- The Game, Torino, Einaudi, 2018. ISBN 978-88-06-23555-0.
- Sara Beltrame, Alessandro Baricco e Tommaso Vidus Rosin, The Game. Storie del mondo digitale per ragazzi avventurosi, Milano, Feltrinelli, 2020, ISBN 978-88-07-92324-1.
- Quel che stavamo cercando - 33 Frammenti. Milano, Feltrinelli, 2021. ISBN 978-88-07-49297-6
- La Via della Narrazione, Feltrinelli, 2022

#### In volume
- Dracula in Franco Moretti (a cura di), Il romanzo, IV, Temi, luoghi, eroi, Torino, Einaudi, 2003. ISBN 88-06-15293-9. Poi in Bram Stoker, Dracula, Milano, Oscar Mondadori, 2005. ISBN 88-04-54323-X.

#### In rivista
- Scrittura, memoria, interpretazione. Note sulla teoria estetica di Th. W. Adorno, in "Rivista di estetica", n. 9, 1981.
- Della forma filosofica. A partire da alcune pagine di Walter Benjamin, in "Giornale di metafisica", n. 3, 1983.
- Sul carattere trascendentale del teatro comico rossiniano, in "Rivista di Estetica", n. 24, 1986.

### Varie

#### Libri
- - Totem. Letture, suoni, lezioni, con Gabriele Vacis e Ugo Volli, Roma, Fandango Libri, 1999. ISBN 88-87517-03-7
- Totem 1. Letture, suoni, lezioni, condotto e realizzato da e con Gabriele Vacis, con videocassetta, Milano, BUR, 2000. ISBN 88-17-25895-4
- Totem 2. Letture, suoni, lezioni, condotto e realizzato da e con Gabriele Vacis, con videocassetta, Milano, BUR, 2000. ISBN 88-17-25896-2
- Balene e sogni. Leggere e ascoltare, l'esperienza di Totem, con Roberto Tarasco e Gabriele Vacis, Torino, Einaudi, 2003.
- City reading project. Sette storie scelte da City. Lo spettacolo a Romaeuropa Festival, Milano, Rizzoli, 2003. ISBN 88-17-87218-0

#### Interventi
- Introduzione e Postfazione a Joseph Conrad, Cuore di tenebra, Milano, Feltrinelli, 1995. ISBN 88-07-82118-4
- Introduzione a John Fante, Chiedi alla polvere, Torino, Einaudi, 2004. ISBN 88-06-16805-3
- Traduzione e commento con Ilario Meandri di Herman Melville, Tre scene da Moby Dick, Roma, Fandango, 2009. ISBN 978-88-6044-118-8
- Prefazione a Davide Demichelis, con A. Ferrari, R. Masto, L. Scalettari (a cura di), Quel che resta del mondo. Venticinque testimonianze sugli inganni dell'ambientalismo, Milano, Baldini & Castoldi, 1999. ISBN 88-8089-714-4
- A proposito del pittore Plasson, dei rebus, di quadri che urlano e altro, in Marco Vacchetti, Nova-Nove. Opere 1996. Catalogo della Mostra, Torino, s.n., 1996.
- Il che è bello e istruttivo, prefazione a Giovanni Guareschi, Lo Zibaldino. Storie assortite vecchie e nuove, Milano, Rizzoli, 1997. ISBN 88-17-66409-X
- Esisterebbe Paperopoli senza Paperone? No. Il suo Deposito troneggia simbolicamente in mezzo alla città, in Walt Disney, Zio Paperone, Milano, BUR, 2000. ISBN 88-17-86558-3

## Filmografia

### Attore
- Il cielo è sempre più blu, regia di Antonello Grimaldi (1996)

### Regista
- Lezione ventuno (2008)

### Soggetto
- Effetto Toro, regia di Nemesio Beltrame e Valter Buccino (1985)
- La leggenda del pianista sull'oceano, regia di Giuseppe Tornatore (1998)
- Seta, regia di François Girard (2007)
- Lezione ventuno (2008)

### Sceneggiatore
- Lezione ventuno (2008)

### Autore e conduttore tv
- L'amore è un dardo (1993)
- Pickwick, del leggere e dello scrivere (1994)
- Totem (1998)
- Steinbeck, Furore (2017)

## Teatrografia

### Regista
- Smith & Wesson (2021)

## Discografia
- City Reading. Tre storie western, album con gli AIR, Parigi, Record makers, 2003

## Riconoscimenti
- 1991 – Finalista al Premio Bergamo[19] e Selezione finale al Premio Campiello per Castelli di rabbia[20]
- 1993 – Premio Viareggio per Oceano mare[21]
- 1995 – Prix Médicis étranger per Castelli di rabbia[20]
- 2010 – Premio Giovanni Boccaccio per Emmaus e per la sua "multidisciplinare attività"[22]
- 2011 – Premio FriulAdria – La storia in un romanzo per Questa storia[23]
- 2012 – Premio Cesare Pavese per la narrativa per Tre volte all'alba[24]
- 2019 – Premio Nazionale Lucio Mastronardi alla carriera[25]
- 2020 – Premio europeo Charles Veillon per la saggistica per The Game[26]
- 2020 – Premio Campiello alla carriera
- 2022 – Penna d'oro[27]